# Retrobsesion
Retrobsesion je hra pro počítače Sinclair ZX Spectrum a kompatibilní (například Didaktik). Jedná se o hru španělského původu, jejím autorem je J.B.G.V. Hra byla vytvořena v roce 2011.
Jedná se o akční adventuru ve stylu hry Atic Atac. Je napsána v Basicu a zkompilována kompilátorem Boriel. Hra má pokračování Retrobsesion II.